# Antonio Carafa
Antonio Carafa (Nápoles, 25 de março de 1538 - Roma, 13 de janeiro de 1591) foi um cardeal do século XVII.

## Biografia
Nasceu em Nápoles em 25 de março de 1538. Filho de Rinaldo I Carafello Carafa Stadera, patrício napolitano, e Joannella (Giovanna) Carafa della Spina, do Signori de Montefalcone. Do ramo Montenero da família. Sobrinho do Papa Paulo IV. Irmão do cardeal Carlo Carafa (1555). Primo do cardeal Alfonso Carafa (1557). Outros cardeais da família foram Filippo Carafa (1378); Oliviero Carafa (1467); Gianvincenzo Carafa (1527); Diomede Carafa (1555); Decio Carafa (1611); Carlo Carafa della Spina (1664); Fortunato Ilario Carafa della Spina (1686); Pierluigi Carafa, júnior (1728); Francesco Carafa della Spina di Traetto (1773); Marino Carafa do Belvedere (1801); e Domenico Carafa della Spina di Traetto (1844)
Foi para Roma após a eleição de seu tio papa com a esperança de adquirir uma excelente carreira eclesiástica. Recebeu uma sólida educação espiritual, moral e científica sob o impulso do papa na escola do futuro cardeal Girolamo Sirleto, OSA, com quem manteve uma estreita e duradoura amizade; também recebeu sua formação do padre Alfonso Salmeron nessa mesma escola. Além disso, estudou direito na Universidade de Pádua em 1563-1564, depois que teve que deixar Roma por causa da perseguição aos Carafas..
Em 1555, ingressou na Cúria Romana por causa dos bons ofícios de seu primo Afonso. Nomeado camareiro particular de Sua Santidade e coppiere do Papa Paulo IV em 1557. Cônego da basílica patriarcal do Vaticano, 24 de abril de 1559. Protonotário apostólico. Em 1559 teve que deixar Roma por causa da perseguição do Papa Paulo IV contra os Carafas. Foi para Abruzzo, depois para Pádua e finalmente para Nápoles. Quando os Carafas foram reabilitados pelo Papa Pio V, ele voltou a Roma; o novo papa declarou injusta e nula a sentença contra Antonio em 29 de maio de 1566; e novamente ocupou seu canonato vaticano em 1º de junho de 1566. Membro da Comissão para a Reforma do Breviário, 1566. O Papa Pio V anulou a sentença do Papa Pio IV contra os Carafas em 26 de setembro de 1567..
Recebeu o diaconato logo após sua nomeação como cônego da patriarcal basílica vaticana..
Criado cardeal diácono no consistório de 24 de março de 1568; recebeu o gorro vermelho e o diaconato de S. Eusébio, título pro illa vice declarado diaconato, 5 de abril de 1568. Membro da Congregação Cardinalícia para a Conversão dos Infiéis e Problemas Missionários, 1568. Membro da Comissão para a Reforma da o Missal Romano, 1568; e para a correção da Vulgata, 1569. Membro da SC do Conselho Tridentino, 1569. Prefeito do Tribunal da Assinatura Apostólica da Graça, 29 de janeiro de 1569 até sua morte. Protetor da Ordem dos Beneditinos Olivetani, 9 de abril de 1570. Participou do conclave de 1572, que elegeu o Papa Gregório XIII. Optou pela diaconia de S. Maria em Cosmedin, em 8 de abril de 1573. Optou pela diaconia de S. Maria em Via Lata, em 8 de novembro de 1577; esteve ausente da Cúria por motivo de doença e o cardeal Bonelli optou por ele. Cardeal protodiacono. Membro da Comissão para a Revisão da Bíblia dei Settanta, da qual foi inicialmente presidente. Optou pela ordem dos presbíteros e pelo título de S. Eusébio, em 12 de dezembro de 1583. Optou pelo título de Ss. Giovanni e Paolo, 28 de novembro de 1584. Abade de S. Maria di Ferrara. Presidente da Comissão para a Revisão da Vulgata. Participou do conclave de 1585, que elegeu o Papa Sisto V. Bibliotecário da Santa Igreja Romana, após a morte do Cardeal Guglielmo Sirleto em 6 de outubro de 1585. Prefeito da SC do Concílio Tridentino, de 1586 até sua morte. Participou do conclave de setembro de 1590, que elegeu o Papa Urbano VII. Participou do conclave do outono de 1590, que elegeu o papa Gregório XIV. Ele escreveu obras sobre a Bíblia, bem como sobre o direito canônico..
Morreu em Roma em Sábado, 13 de janeiro de 1591, na casa teatina de S. Silvestro al Quirinale, Roma, onde havia estabelecido sua residência. Sepultado na igreja de S. Silvestro al Quirinale, Roma. Em seu testamento, o Colégio Maronita de Roma foi nomeado seu herdeiro; também, pediu para ser enterrado sem pompa e em silêncio..